# Hyllus giganteus
Hyllus giganteus är en spindelart som beskrevs av Koch C.L. 1846. Hyllus giganteus ingår i släktet Hyllus och familjen hoppspindlar. Inga underarter finns listade i Catalogue of Life.